# Amfibolit

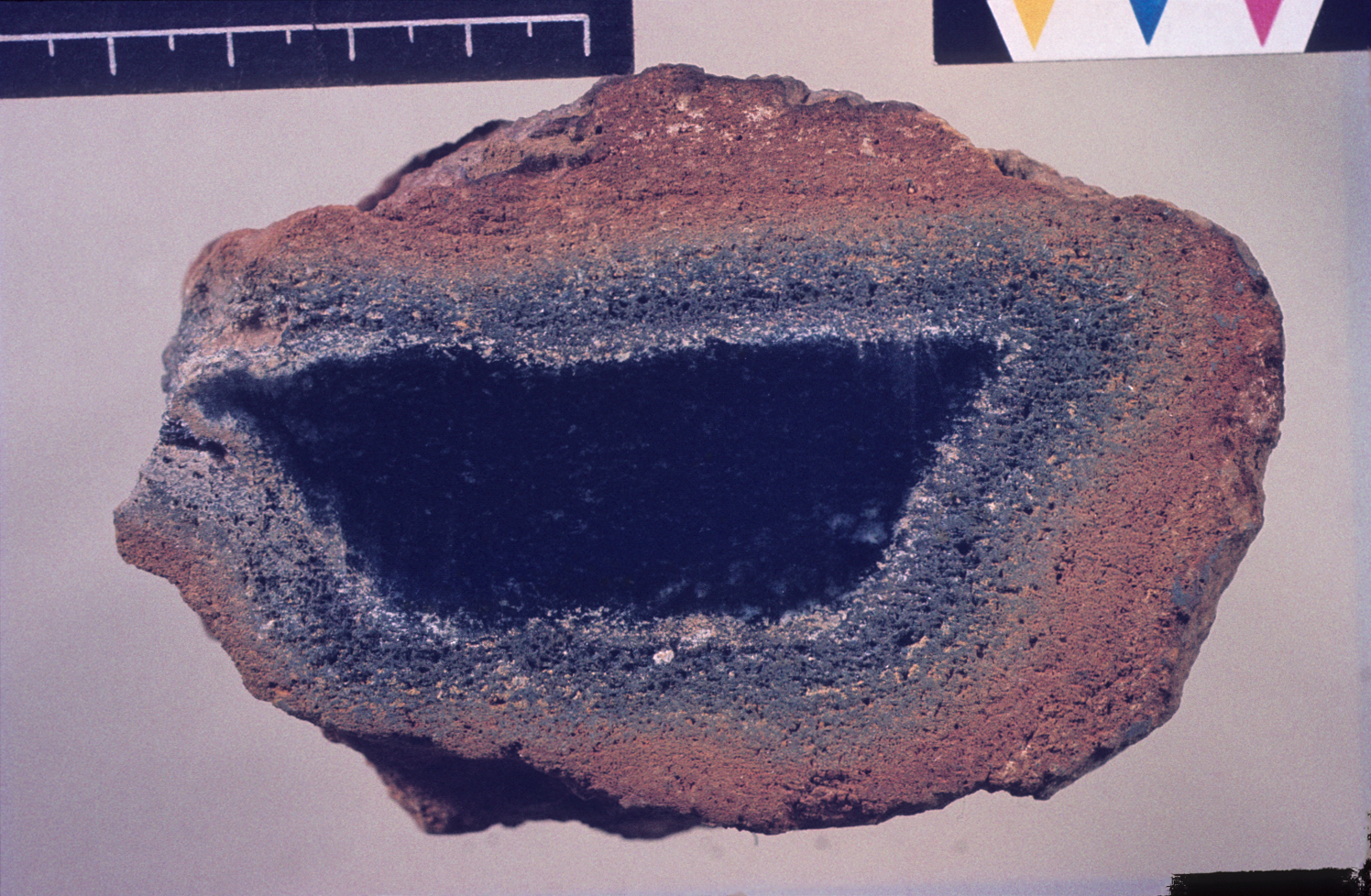
Det mörka området i mitten är amfibolit.

Amfibolit är en svart eller grönsvart järnrik metamorf bergart, som i huvudsak består  av amfibolgruppens mineral, till exempel hornblände samt en del plagioklas (fältspat). Amfibol uppträder i form av långsmala kristaller, ibland så smala att de närmast kan kallas trådar.
Amfibolit har brutits i mindre skala i Sverige, till exempel i Bohuslän, för att användas som lokalt byggmaterial.